# خوش‌پوسته‌ایان
خوش‌پوسته‌ایان (نام علمی: Euphractinae) نام یک زیرخانواده از تیره آرمادیلو است.